# Menetes berdmorei
Menetes berdmorei је сисар из реда глодара и породице веверица (Sciuridae).

## Распрострањење
Врста има станиште у Вијетнаму, Камбоџи, Кини, Лаосу, Мјанмару и Тајланду.

## Станиште
Врста Menetes berdmorei има станиште на копну.

## Угроженост
Ова врста није угрожена, и наведена је као последња брига јер има широко распрострањење.

### Популациони тренд
Популација ове врсте је стабилна, судећи по доступним подацима.